# Служба судової охорони
Служба судової охорони — державний орган у системі правосуддя України для забезпечення охорони та підтримання громадського порядку в судах. Служба підзвітна Вищій раді правосуддя та підконтрольна Державній судовій адміністрації України.

## Історія

### Зародження судової охорони в періодГетьманщини
Перші ознаки судової охорони з’явилися з Козацьких часів. Загалом судді не потребували охорони, оскільки особисто нічого не вирішували, а вносили пропозиції на розгляд усього товариства, яке й ухвалювало остаточне рішення. Проте генеральна старшина – генеральний суддя – мав своєрідну охорону – джурів. Згодом Дем’ян Многогрішний створив гетьманську гвардію, специфічну охоронну службу, невеликий військовий загін.

### Після відновлення незалежності України
23 липня 1997 року вперше після відновлення незалежності України у структурі міліції громадської безпеки було створено спеціальні підрозділи судової міліції. Саме в цей день Міністерство внутрішніх справ України видало наказ № 467 «Про створення спеціальних підрозділів міліції для забезпечення безпеки працівників суду, правоохоронних органів, осіб, які беруть участь у кримінальному  судочинстві, членів їхніх сімей та близьких родичів».
19 листопада 2003 року, було затверджено Положення про спеціальний підрозділ судової міліції «Грифон», і вже до 2014 року спецпідрозділи «Грифон» були створені в кожному регіоні України. Завданнями Спеціального підрозділу судової міліції МВС України «Грифон» були, зокрема гарантування безпеки працівників суду, осіб, які беруть участь у кримінальному судочинстві, членів їхніх родин, охороняти судові установи, приміщення й території установ судових експертиз, підтримувати порядок у суді тощо.
Після ліквідації підрозділу «Грифон» у 2015 році, на період до початку виконання в повному обсязі повноважень відомчою воєнізованою охороною Державної судової адміністрації, охорона судів, інших органів та установ судової системи, а також установ судових експертиз здійснювалася підрозділами Національної гвардії та Національної поліції.
4 квітня 2019 року Служба судової охорони повноцінно почала діяти, як відомча воєнізована охорона Державної судової адміністрації, після затвердження рішенням Вищої ради правосуддя № 1051/0/15-19 «Положення про Службу судової охорони».

## Структурні підрозділи
Підрозділи охорони виконують завдання з підтримання громадського порядку в судах, органах та установах системи правосуддя, припинення проявів неповаги до суду, забезпечення в судах безпеки учасників судового процесу у визначених місцях, забезпечують пропуск осіб до будинків (приміщень) судів, органів та установ системи правосуддя.
Група швидкого реагування – спеціальний підрозділ, призначений для вжиття невідкладних заходів під час виникнення нештатних (надзвичайних) ситуацій на території судів, органів та установ системи правосуддя, попередження і припинення правопорушень.
Підрозділ особистої безпеки суддів - виконує функції щодо державного забезпечення особистої безпеки суддів та членів їхніх сімей, реагує на протиправні дії, пов’язані із посяганням на суддів та членів їх сімей.
Навчальний центр Служби судової охорони - акредитований та атестований навчальний центр Служби судової охорони. Центр є структурним підрозділом територіального управління Служби судової охорони у Вінницькій області. Забезпечує підготовку кваліфікованих кадрів, їх перепідготовку та підвищення кваліфікації. Центр є освітньою установою сучасного типу. В основу створення Навчального центру покладено досвід функціонування подібних навчальних закладів провідних країн світу, зокрема діяльність Центру підготовки італійських карабінерів у місті Ліворно.

## Завдання
Підтримання громадського порядку в суді, припинення проявів неповаги до суду, а також охорону приміщень суду, органів та установ системи правосуддя, виконання функцій щодо державного забезпечення особистої безпеки суддів та членів їхніх сімей, працівників суду, забезпечення у суді безпеки учасників судового процесу здійснює Служба судової охорони.

## Правова основа діяльності
Служба підзвітна Вищій раді правосуддя та підконтрольна Держаній судовій адміністрації України
У своїй діяльності та покладених на неї обов'язків Служба судової охорони керується Конституцією України, міжнародними договорами України, Законом України «Про судоустрій і статус суддів» Законом України «Про Національну поліцію» Законом України «Про охоронну діяльність» та іншими законами України, актами Президента України і Кабінету Міністрів України, іншими нормативно-правовими актами.
15 березня 2018 року Верховна рада України прийняла закон № 4670 «Про дисциплінарний статут Національної поліції України», дія якого поширюється на Службу судової охорони.

### Співробітник
Співробітниками Служби є громадяни України, які в добровільному порядку після проходження конкурсу прийняті на службу до Служби, склали Присягу співробітника Служби та яким присвоєно спеціальні звання

### Присяга співробітника Служби судової охорони
Особа, яка вступає на службу, складає Присягу на вірність Українському народові такого змісту:
«Я, (прізвище, ім'я та по батькові), усвідомлюючи свою високу відповідальність, урочисто присягаю вірно служити Українському народові, дотримуватися Конституції та законів України, втілювати їх у життя, поважати та охороняти права і свободи людини, честь держави, з гідністю нести високе звання співробітника та сумлінно виконувати свої службові обов'язки»

## Керівництво
- Голова Служби судової охорони  — посада вакантна.
- Т.в.о. Голови; Заступник Голови Служби судової охорони  (з організаційно-управлінської діяльності) — ТАЛПА Петро Валентинович
- Заступник Голови Служби судової охорони  (з організації служби) — МОРОЗ Віктор Анатолійович

### Керівники територіальних управлінь
- ТУ ССО у Вінницькій області — СОКИРАН Сергій Володимирович
- ТУ ССО у Волинській області — СЮЙВА Володимир Миколайович
- ТУ ССО у Дніпропетровській області — ШВАЧКА Сергій Петрович
- ТУ ССО у Донецькій області — ЄПУР Андрій Валерійович
- ТУ ССО у Житомирській області — ГЕРАСИМЧУК Геннадій Валерійович
- ТУ ССО у Закарпатській області — ХРОМЕЙ Віталій Михайлович (т.в.о.)
- ТУ ССО у Запорізькій області — САПАЧКОВ Василь Іванович
- ТУ ССО у Івано-Франківській області — ВОРОБЧАК Андрій Іванович
- ТУ ССО у м. Києві та Київській області — МОРМОЛЬ Андрій Іванович
- ТУ ССО у Кіровоградській області — БІЛОУС Сергій Петрович
- ТУ ССО у Луганській області — АБРАМОВ Вячеслав Олександрович
- ТУ ССО у Львівській області — СЕМЕНИНА Володимир Петрович
- ТУ ССО у Миколаївській області — КИРНИК Ігор Володимирович
- ТУ ССО у Одеській області — ВОЛОТКО Володимир Володимирович (т.в.о.)
- ТУ ССО у Полтавській області — ГУЗЬ Олександр Миколайович (т.в.о.)
- ТУ ССО у Рівненській області —
- ТУ ССО у Сумській області — БАБИЧ Володимир Григорович
- ТУ ССО у Тернопільській області — КОЛЬЦОВ Едуард Станіславович
- ТУ ССО у Харківській області — МАРУЩЕНКО Андрій Анатолійович
- ТУ ССО у Херсонській області — ТЕРЕЩЕНКО Валентин Андрійович
- ТУ ССО у Хмельницькій області — МЕЛЬНИК Сергій Васильович
- ТУ ССО у Черкаській області — ХАРЕНКО Анатолій Васильович
- ТУ ССО у Чернівецькій області — ДРАГУС Олександр Віталійович
- ТУ ССО у Чернігівській області — РИБАК Олександр Анатолійович

## Колишні керівники
- БОНДАР Валерій Іванович з 21 березня 2019 по 20 липня 2022 року.

- БІЛЕЦЬКИЙ Олег Вячеславович з 21 липня по 29 листопада 2022 року (т.в.о).

- КОЛЄСНІКОВ Олександр Миколайович з 30 листопада 2022 року по 29 березня 2023 року (т.в.о).

- МОРОЗ Віктор Анатолійович з 30 березня 2023 року по 30 липня 2023 року (т.в.о).

- ТРЯСУН Павло Ростиславович з 27 липня 2023 року по 02 листопада 2023 року (т.в.о).

- МАЛИХІН Павло Володимирович з 2 листопада 2023 року по 17 червня 2025 року.

## Колишні заступники
- ЗЕРНОВ Юрій Валентинович до 01 серпня 2022 року.
- ГАВРИШУК Олександр Миколайович до 2021 року
- МАКСИМІШИН Станіслав Трохимович до 06 грудня 2022 року.
- БАЛАНДА Олександр Михайлович до 06 грудня 2022 року.
- КОЛЄСНІКОВ Олександр Миколайович до 12 вересня 2023 року.
- ТРЯСУН Павло Ростиславович до 05 квітня 2024 року.

## Екіпірування співробітників
- Службове посвідчення;

- Жетон;

- Єдиний однострій;

- Спеціальні засоби, вогнепальна зброя або засоби, для відстрілу гумових куль.

## Спеціальні звання

### Спеціальні звання молодшого складу:
1. рядовий Служби судової охорони;
2. капрал Служби судової охорони;
3. сержант Служби судової охорони;
4. старший сержант Служби судової охорони;

### Спеціальні звання середнього складу:
1. молодший лейтенант Служби судової охорони;
2. лейтенант Служби судової охорони;
3. старший лейтенант Служби судової охорони;
4. капітан Служби судової охорони;
5. майор Служби судової охорони;
6. підполковник Служби судової охорони;
7. полковник Служби судової охорони;

### Спеціальні звання вищого складу:
1. генерал Служби судової охорони;

Граничні спеціальні звання молодшого, середнього складу служби судової охорони за штатними посадами встановлюються Головою Служби судової охорони.
Граничні спеціальні звання Служби судової охорони вищого складу за штатними посадами встановлюються Президентом України.

### Погони
| Погони |         |        |         |                 |                    |           |                   |         |
| Звання | Рядовий | Капрал | Сержант | Старший сержант | Молодший лейтенант | Лейтенант | Старший лейтенант | Капітан |

| Погони |       |              |           |         |
| Звання | Майор | Підполковник | Полковник | Генерал |

### Строки вислуги в спеціальних званнях Служби судової охорони
- капрал Служби судової охорони — 1 рік;

- сержант Служби судової охорони — 3 роки;
- молодший лейтенант Служби судової охорони — 1 рік;
- лейтенант Служби судової охорони — 2 роки;
- старший лейтенант Служби судової охорони — 3 роки;
- капітан Служби судової охорони — 4 роки;
- майор Служби судової охорони — 4 роки;
- підполковник Служби судової охорони — 5 років.

Строки вислуги в званнях Служби судової охорони: рядового, старшого сержанта, полковника, генерала — не встановлюються.
Строк вислуги в спеціальному званні обчислюється від дня підписання наказу про присвоєння звання.

## Символіка
Символіка Служби судової охорони затверджена Указом Президента України від 6 жовтня 2021 року № 508/2021.
Емблемою Служби судової охорони є зображення срібної тростини судді Козацької доби, розташоване вертикально, яке накладене на два срібні перехрещені бердиші. У центрі емблеми — малий Державний герб України. Емблема по колу обрамлена двома срібними дубовими гілками. Емблему вміщено у коло сіро-синього кольору.
Прапором Служби судової охорони є прямокутне полотнище сіро-синього кольору зі співвідношенням ширини до довжини 2:3. У центрі полотнища зображено емблему Служби судової охорони. Висота зображення емблеми становить 1/2 ширини полотнища. Сторони полотнища прапора ідентичні.
Також цим Указом затверджені Порядок використання емблеми та прапора Служби, яким визначено, що емблема та прапор Служби судової охорони є офіційними відмітними символами, що вказують на належність до Служби.
Емблема Служби судової охорони встановлюється у службовому кабінеті Голови Служби, у залі засідань Служби, може використовуватися як знаки розрізнення на однострої співробітників, відтворюватися на бланках Служби, а також на адміністративних будинках і спорудах, де розміщується Служба, транспортних і спеціальних засобах Служби судової охорони.
Прапор Служби судової охорони встановлюється в службовому кабінеті Голови Служби й може використовуватися під час проведення офіційних заходів та церемоній за участю Служби судової охорони.
Зображення емблеми та прапора Служби судової охорони може відтворюватися на друкованій, рекламно-інформаційній та сувенірній продукції, кіно-, відео- і фотоматеріалах, що видаються (виготовляються) Службою або виготовляються на її замовлення.
В інших випадках використання символіки Служби визначається Головою Служби судової охорони.
При розробленні символіки Служби судової охорони використано принципи узагальнення світового досвіду символіки органів забезпечення діяльності судової гілки влади, вивчення традицій символіки судової та правничої системи в Україні.
Ключовими символами обрано ознаки суддівської влади та її охорони часів Війська Запорозького Низового та Козацької держави Богдана Хмельницького, 370 річниця створення якої відзначається 2019 р.
Військовий суддя (кошовий суддя) — службова особа, яка відала судовими справами у Запорізькій Січі в XVI—XVIII ст. Розглядав кримінальні і цивільні справи, проводив разом з військовим осавулом слідство і виносив вироки. У своїх рішеннях керувався нормами українського звичаєвого права і традиціями судової практики Козацької держави.
Клейнодом, ознакою суддівської влади судді виступала печатка та тростина, або комишина, «ліска». В опис вказується, що тростина могла увінчуватися вгорі «яблуком» зі срібла.
Збережені печатки Генерального суду Війська Запорізького середини XVIII ст. містять композицію: «В полі печатки суддівський жезл, праворуч лицарський хрест над півмісяцем, що лежить рогами вліво, ліворуч лицарський хрест над шестипроменевою зіркою, навколо дві галузки».
Зображення хрестів, півмісяця та зірки можуть носити персоніфікований характер, або ж відноситися до символіки лише певного періоду історії Гетьманщини, але сталим і незмінним символом, без сумніву, є «тростина» судді.
Козацький бердиш служив атрибутом охорони. Серед раритетів козацької доби є і бердиш, вручений Богданові Хмельницькому восени 1648 р. Бердиш, беручи до уваги його церемоніальний та меморіальний характер, став не тільки зовнішнім символом воєнного тріумфу гетьмана, але й одним з перших атрибутів формування нового політичного організму та його владних повноважень, у тому числі судових. Адже козаки завжди домагалися особливого судочинства для свого стану та захисту його правничих функцій.
Знаменитий зразок урочисто декорованого гетьманського бердиша, пов'язаного з особою Богдана Хмельницького, символізує правничі та охоронні традиції що передаються від часу Козацької держави 1649 р. до сьогодення.
Така древкова й клинкова зброя виступала представницьким символом владних повноважень.
Символіка кольорів проектної символіки Служби судової охорони промовиста — колір воронованої сталі відтворює колористику залізця символічного сталевого бердиша.
Віддавна символом міцності та мужності вважався дуб. Вінок з дубового листя символізує міць правничих традицій України та їх охорони.